# 그레이트오스트레일리아만

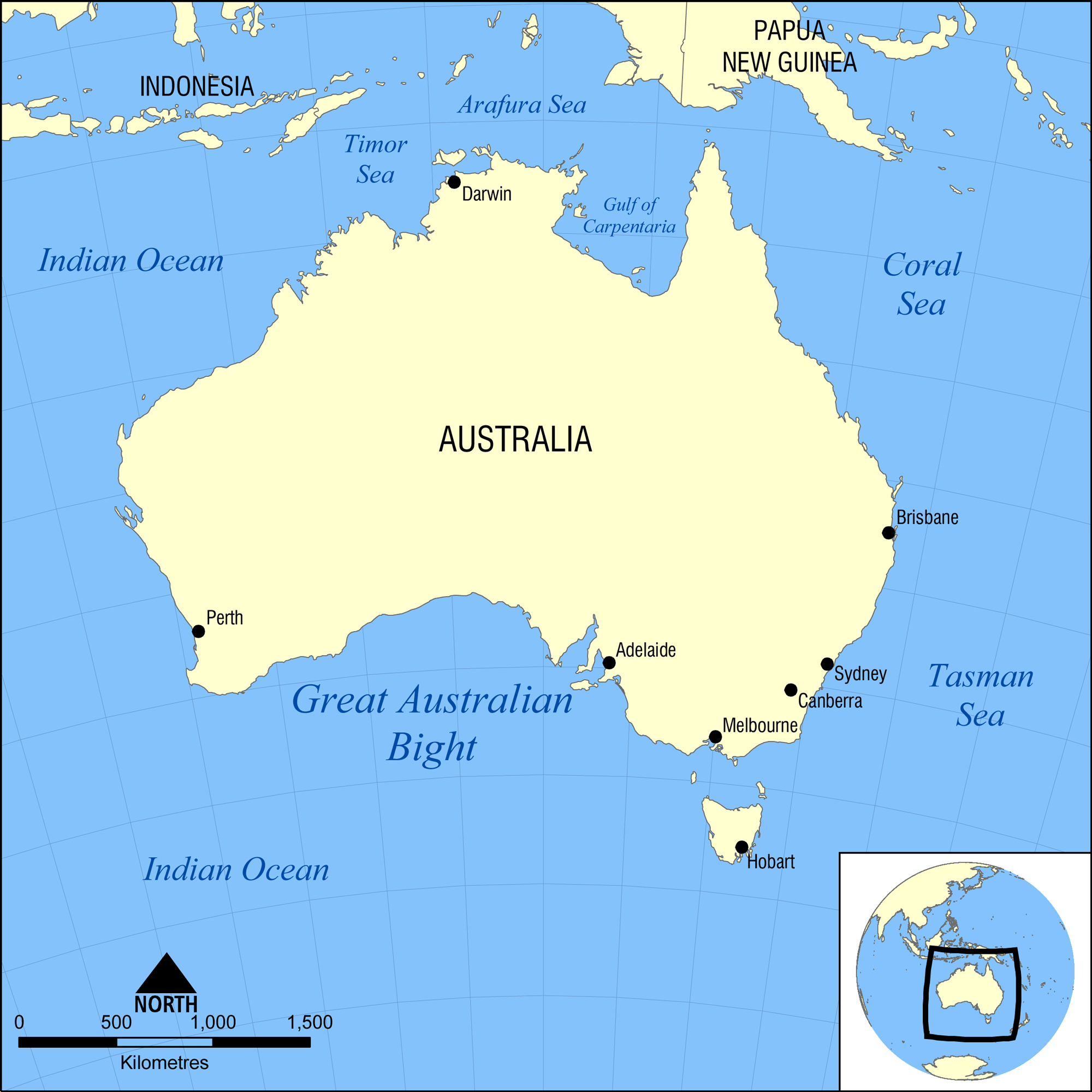
그레이트오스트레일리아 만의 위치

그레이트오스트레일리아 만(영어: Great Australian Bight 그레이트 오스트레일리아 바이트[*]) 또는 대호주만(大濠洲灣)은 오스트레일리아 대륙 남쪽에 인접한 넓은 만이다. 국제 수로 기구에서는 인도양의 해역으로 분류하고 있으나, 오스트레일리아 정부는 그레이트오스트레일리아 만을 남극해의 일부로 취급한다.